# Heinz Klunker
Heinz Klunker (* 20. Dezember 1933 in Groptitz, Ortsteil von Stauchitz, Sachsen; † 25. Januar 2022 in Berlin) war ein deutscher Publizist und Theaterkritiker.

## Beruflicher Werdegang
Klunker studierte bis 1955 an der Universität Leipzig, wo er öffentlich für seine Nichtbekundung einer Unterstützung der neu gegründeten NVA kritisiert wurde, und nach seiner Übersiedlung über Berlin nach Westdeutschland an der Universität Münster. Anfang der 1960er Jahre war er Referent für Schülerlehrgänge an der Bildungseinrichtung Stätte der Begegnung in Vlotho; dort lernte er die Soziologin Annelie Keil, den Publizisten Manfred Jäger, den Gymnasiallehrer und späteren Kommunalpolitiker Hans-Jürgen Rathert, den Historiker Reinhard Rürup und den Erziehungswissenschaftler Werner Treuheit kennen. Von 1962 bis 1978 arbeitete er als Feuilleton-Redakteur beim Deutschen Allgemeinen Sonntagsblatt in Hamburg und war anschließend Leiter der Feature-Redaktion des Deutschlandfunks in Köln. Er gehörte u. a. der Jury der Internationalen Kurzfilmtage Oberhausen an. Seit 1999 lebte Klunker in Berlin.

## Publizistische Tätigkeit
Klunker schrieb zahlreiche Kritiken und Essays zur politischen und gesellschaftlichen Situation von Theater und Literatur in den beiden deutschen Staaten und hielt sich immer wieder in der DDR und in Ost-Berlin zu Interviews und Gesprächen mit ostdeutschen Theaterautoren und Schriftstellern auf. Während seiner Zeit beim Deutschlandfunk galten seine Interessen und Schwerpunkte darüber hinaus Fragen der Vergangenheitsbewältigung des Nationalsozialismus und der kulturellen Situation in Ländern des Warschauer Pakts, insbesondere im damaligen Jugoslawien.

## Veröffentlichungen
- "Ivan Steigers poetische Naivität", Nachwort zu Die Ivan Steiger Fibel. Cartoons von Ivan Steiger, München: F.A. Herbig, 1969.
- Zeitstücke, Zeitgenossen. Gegenwartstheater in der DDR. Hannover: Fackelträger, 1972 (Taschenbuch-Ausgabe München: dtv, 1975).
- [zus. mit Erich Loest:] Harte Gangart. Aufstieg und Fall des Romanes „Es geht seinen Gang oder Mühen in unserer Ebene“ – ein Stück DDR-Literaturpolitik. Köln: Deutschlandfunk, Abt. Presse u. Öffentlichkeitsarbeit, 1983.
- [zus. mit Hansjürgen Rosenbauer und Christian Thomas:] Peter Eschberg – Theatermacher. Bonn: Bouvier, 1991.